# Tres Algarrobos
Tres Algarrobos est une localité argentine située dans le partido de Carlos Tejedor, dans la province de Buenos Aires.

## Démographie
La localité compte 3 201 habitants (Indec, 2010), ce qui représente une augmentation de 7 % par rapport au recensement précédent de 2001 qui comptait 2 994 habitants.

## Religion
| Diocèse  | Nueve de Julio |
| -------- | -------------- |
| Paroisse | San José       |